# Света Богородица Портенска
„Успение Богородично“ или „Света Богородица Портенска“ (на гръцки: Πόρτα Παναγία,) е византийска църква от втората половина на 13 век край село Пили, Трикалско, Гърция.

## Местоположение
Църквата се намира на северния бряг на река Портайкос, десен приток на Пеней, край руините на старо селище с името Мегали Порта (Μεγάλη Πόρτα или Μεγάλαι Πύλαι), което е разрушено от османците през 1822 г. Днешното село Пили, със старо име Порта, се намира наблизо, а от другата страна на клисурата, по-точно на „Портата“, е манастира Свети Висарион (Пили).
Мястото е ключово и стратегическо за контрола на комуникациите между историческа Тесалия и Амбракия, т.е. между Лариса/Трикала и Арта/Превеза. С оглед на местоположението, владението и юрисдикцията над православния манастирски комплекс било от ключово значение за обосновката и на териториалните претенции върху Тесалия и Епир. В Стаги се намирала най-южната тесалийска епархия на Охридската архиепископия, а вероятно във Вулгарели - южноепирската. От друга страна, керванският път между гръцката Лариса и гръко-епирската Арта преминавал през Великата Порта, отъждествявана култово и семантично със Света Богородица. На мястото се пресичали и засичали на кръст комуникациите в Османска Тесалия между санджакския център Трикала с Аграфа, от север на юг, и Арта-Волос - от запад на изток. По тази причина и етимологията - Порта. Северноразположения пиндски кервански проход бил още от античността и средновековието при Мецово, а южния - при Карпениси. 

## История
Църквата първоначално е католикон на ставропигиалния манастир „Света Богородица Непобедима“ (Παναγία Ακαταμάχητος), издигнат през 1283 г. от севастократор Йоан I Дука.  На мястото на средновековната църква е имало древен храм, части от който са оцелели зазидани в нея, извън нартекса. 
Православният манастир около църквата притежавал обширни владения в региона на Пили (или на български във Винения район), потвърдени от византийските императори Андроник II Палеолог и неговия внук Андроник III Палеолог. Манастирът имал метох посветен на Свети Атанасий във Фанари.

## Архитектура и интериор
Църквата е трикорабна базилика с трансепт. Страничните крила са значително по-ниски и са отделени от централната пътека от колони, образуващи шест арки. На изток църквата разполага с три тристранни апсиди.  Стените на църквата с височина 2 m са изградени от големи варовикови дялани камъни, някои от които са наредени във формата на кръстове, а останалата ѝ част е зидана типично византийски с квадратни камъни с тухли около тях. Външните стени са с керамични декорации под формата на назъбени ленти, меандри, кръстове и други фигури. Прозорците са двойни или тройни крила с керамични декорации.  Нартексът е добавен в края на 14 век и е кръсто-куполен тип, с четири малки ъглови ниши.
Екстериорът на църквата много се доближава до известния моравски стил.
Църквата е основно изградена с използвани строителни материали.  Гробът на Йоан I Дука е пред южната стена на църквата, и е красен от композицията на ангел седнал на трона на Богородица.  Иконописът е унищожена при пожар през 1855 г. 